# Daemon Tools
Daemon Tools (розробниками використовується назва DAEMON Tools) — програма-емулятор CD/DVD/Blu-ray дисководів від української компанії з Дніпра Disk Soft Ltd. Дозволяє використовувати образи CD/DVD/Blu-ray-дисків так, ніби вони записані на диску що знаходиться у вас в дисководі. Підтримує обхід захистів від копіювання SafeDisc (C-Dilla), SecuROM, Laserlock, CDCOPS, StarForce, Protect CD та інших. Для емуляції використовується SCSI Pass Through Direct (SPTD) layer.
DAEMON Tools дозволяє створити до 32-х віртуальних SCSI і два IDE привода, що можна використовувати для підключення образів дисків.

## Підтримувані формати файлів-образів
- cue/bin
- iso
- ccd (CloneCD)
- bwt (Blindwrite)
- mds (Media Descriptor File)
- cdi (Discjuggler)
- nrg (Nero)
- pdi (Instant CD/DVD)
- b5t (BlindWrite 5)
- b6t (BlindWrite 6)
- isz (Compressed ISO images) UltraISO
- StarForce різних версій

## Редакції
Існують чотири версії: Lite, Pro Basic, Pro Standard і Pro Advanced. Нижче наведено їх порівняльні характеристики:
| Функціонал                                 | Lite                                  | Pro Basic | Pro Standard | Pro Advanced |
| ------------------------------------------ | ------------------------------------- | --------- | ------------ | ------------ |
| Графічний інтерфейс користувача            | Ні (лише іконка в треї)               | Так       | Так          | Так          |
| Створення образів                          | Ні                                    | Так       | Так          | Так          |
| Інтерфейс командного рядка                 | Так                                   | Ні        | Так          | Так          |
| Кількість віртуальних SCSI CD/DVD-приводів | 4                                     | 4         | 16           | 32           |
| Кількість віртуальних IDE CD/DVD-приводів  | 0                                     | 0         | 0            | 2            |
| Стиснення/шифрування образів               | Ні                                    | Так       | Так          | Так          |
| Перетворення форматів образів              | Ні                                    | Ні        | Ні           | Так          |
| Відсутність Adware                         | Так                                   | Ні        | Так          | Так          |
| Безкоштовність                             | Так (для некомерційного використання) | Так       | Ні           | Ні           |

## Y.A.S.U.
Y.A.S.U (Yet Another SecuROM Utility) — маленька програма що працює як «SCSI-drive protector». Вона була створена sYk0, котрий також створив CureROM (але CureROM використовує інший метод захисту SCSI приводів).
Ця утиліта використовується аби приховати емульований дисковод від SecuROM 7 і SafeDisc 4. YASU є супровідною програмою для Daemon Tools і наразі підтримується командою Daemon Tools та copybase.org.